# Palivo (Radětice)
Palivo je malá vesnice, část obce Radětice v okrese Příbram ve Středočeském kraji. Leží v katastrálním území Radětice. Nachází se asi jeden kilometr severozápadně od Radětic. Je zde evidováno 9 adres. V roce 2011 zde trvale žilo sedm obyvatel.

## Historie

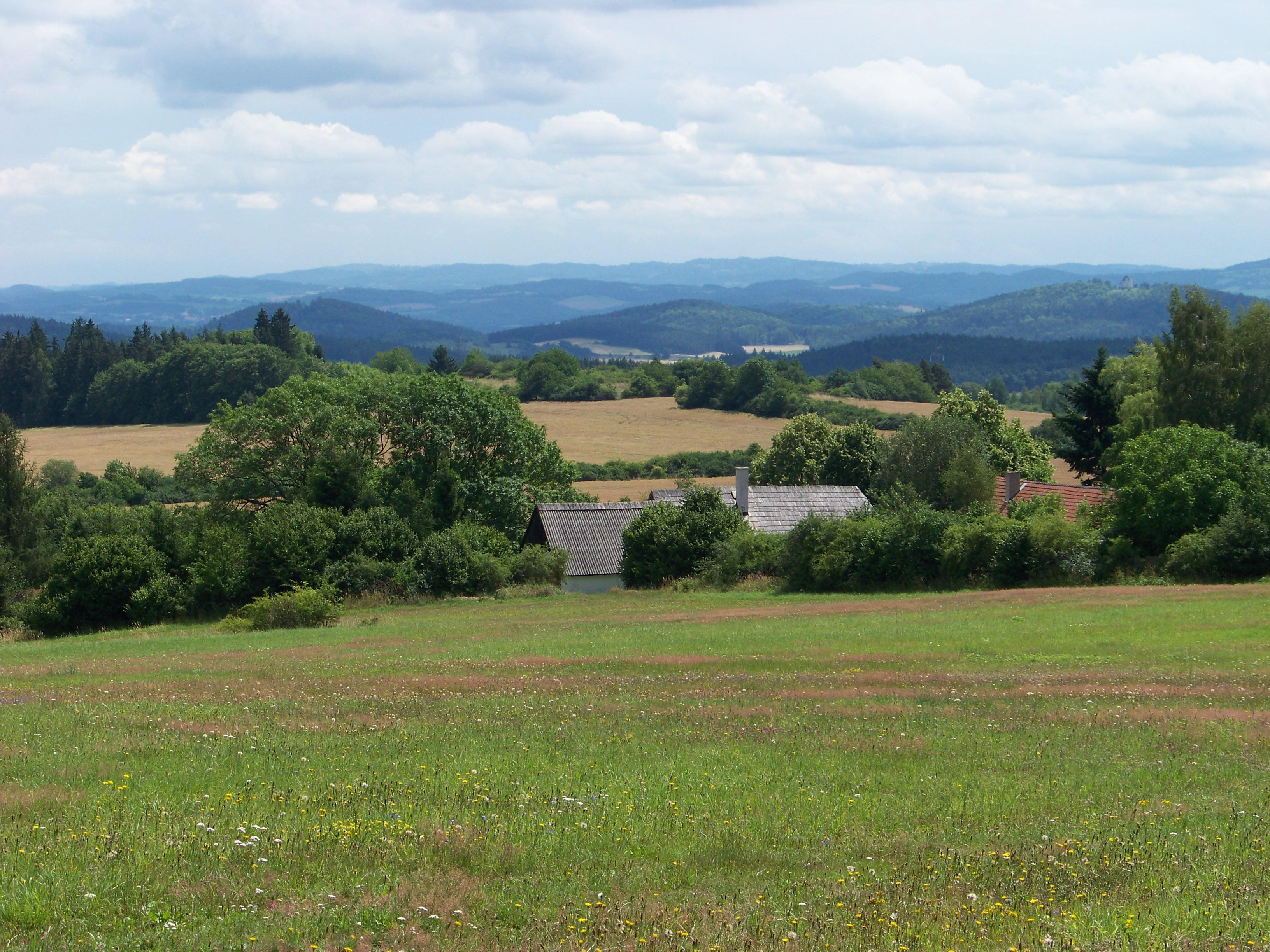
Palivo od severozápadu

První písemná zmínka o vesnici pochází z roku 1341.

## Obyvatelstvo
| Rok            | 1869 | 1880 | 1890 | 1900 | 1910 | 1921 | 1930 | 1950 | 1961 | 1970 | 1980 | 1991 | 2001 | 2011 | 2021 |
| -------------- | ---- | ---- | ---- | ---- | ---- | ---- | ---- | ---- | ---- | ---- | ---- | ---- | ---- | ---- | ---- |
| Počet obyvatel | 70   | 70   | 82   | 84   | 65   | 67   | 56   | 36   | 16   | 19   | 13   | 7    | 5    | 7    | 11   |
| Počet domů     | 10   | 10   | 10   | 10   | 10   | 10   | 10   | 10   | 10   | 7    | 6    | 9    | 9    | 9    | 9    |

## Obecní správa
Při sčítání lidu v letech 1850–1953 Palivo bylo osadou obce Milín v okrese Příbram. V letech 1953–1979 bylo částí obce Radětice v okrese Příbram. Od 1. ledna 1980 do 23. listopadu 1990 bylo znovu částí obce Milín v okrese Příbram. Od 24. listopadu 1990 je opět částí obce Radětice v okrese Příbram.

## Doprava
Ze silnice III/11812 vede na sever do Paliva několik set metrů dlouhá úzká asfaltová cesta. U rozcestí na silnici 11812 má zastávku autobusová linka SID č. D42 (300042), kterou provozuje Veolia Transport Praha, z Příbrami přes Buk a Radětice do Solenice, Krásné Hory nad Vltavou a Petrovic. Linka jezdí hlavně v pracovních dnech, zejména ve školních (kolem 8 spojů denně každým směrem), několik spojů jezdí i v neděli (1 až 2 spoje každým směrem).
Západním okrajem Paliva vede zeleně značená pěší turistická trasa č. 3064 ve směru U Buku – Palivo – Radětice – Pečice. V jižní části osady se nachází náznak návsi s požární nádrží, kolem níž je většina stavení, v severní části malý rybníček a poblíž něj zachovalá stará stavení čp. 1 a 2. Stavení čp. 2 je v turistických mapách značeno jako zajímavost kvůli roubené přední části s bedněným klasovým štítem a s velkým kabřincem. V ohradní zdi jsou výrazná vrata a štítová zeď sýpky. Západně od vsi se nachází řada asi 5 rekreačních chat.

## Propad

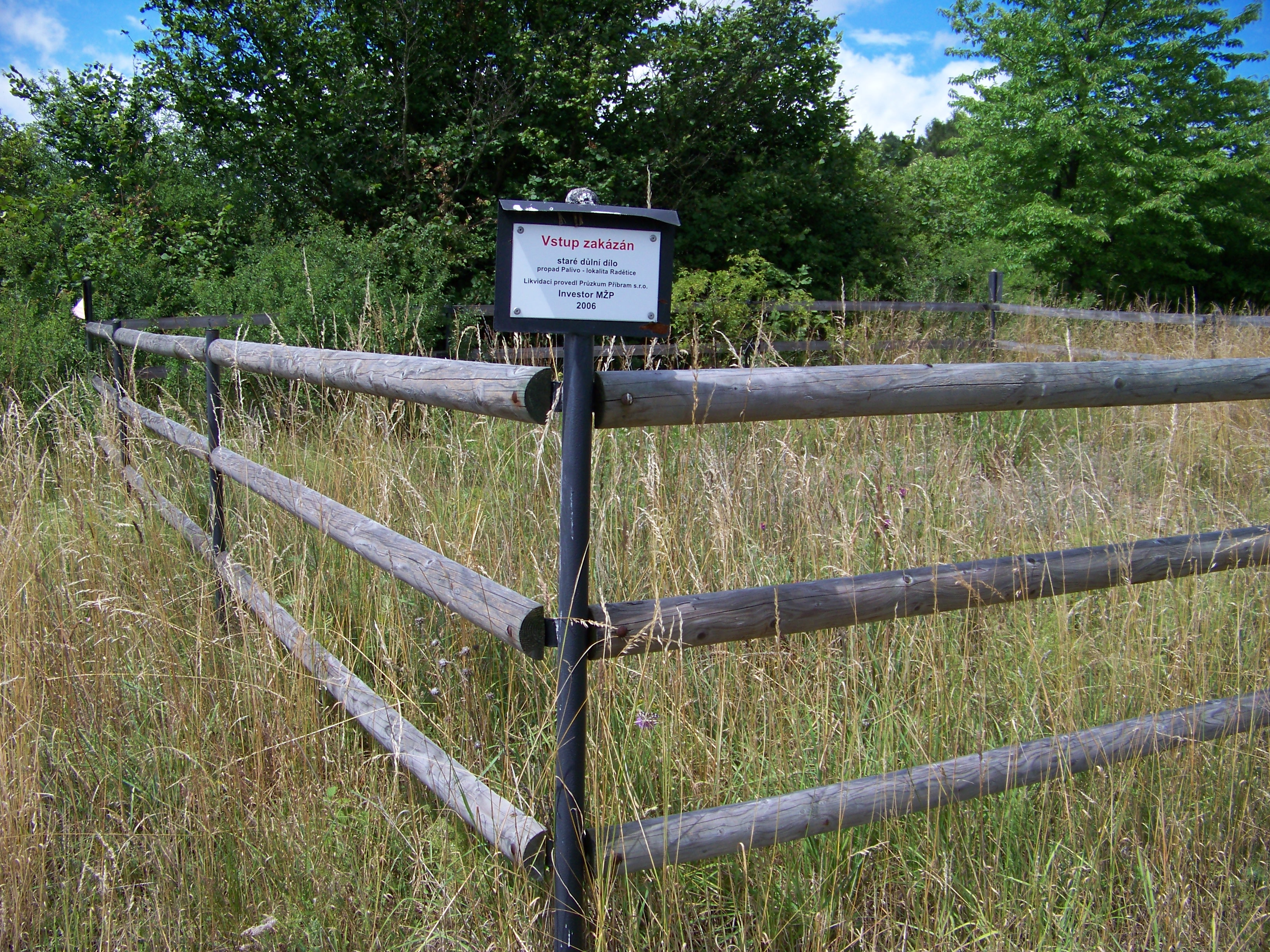
Zabezpečení propadu z roku 2006

Na poli mezi Raděticemi a Palivem jsou prastaré opuštěné štoly, zřejmě na železnou rudu. V roce 1927 zde došlo k propadu, který byl zavezen 140 povozy zeminy. K dalšímu propadu, o velikosti 1 × 1 metr došlo v osmdesátých letech 20. století. V červenci 2006 došlo u osady Palivo k propadu o hloubce 9 metrů a průměru asi 5 metrů.

## Pamětihodnosti
- Palivcův statek (čp. 2)